# Preux-au-Sart
Preux-au-Sart là một xã ở trong tỉnh Nord ở miền bắc nước Pháp. Xã này có diện tích 5,09 km², dân số năm 1999 là 233 người. Xã nằm ở khu vực có độ cao trung bình 215 mét trên mực nước biển.